# Парламентские выборы на Ямайке (2011)
Парламентские выборы на Ямайке проходили 29 декабря 2011 года. Выборы стали главным образом борьбой между правящей Народной национальной и оппозиционной Лейбористской партиями. В результате сокрушительную победу одержала Народная национальная партия, получившая конституционное большинство 42 из 63 мест парламента.

## Избирательная система
Все 63 члена Палаты представителей двухпалатного парламента Ямайки избираются по одномандатным округам относительным большинством. Кандидаты должны быть старше 21 года. Избирать имеет право любой гражданин Содружества наций, проживающий на Ямайке и старше 18 лет. Кандидат должен собрать не менее 10 подписей избирателей соответствующего избирательного округа. Номинация должна быть предоставлена в течение 4 часов в определённый день номинации.

## Контекст
С предыдущих выборов 2007 года количество мест парламента было увеличено с 60 до 63 и чётное количество было поменено на нечётное с целью исключить одинаковое количество депутатов у двух основных партий.

## Результаты
| Партия                                                                                | Голоса  | %     | +/-  | Места | +/- |
| ------------------------------------------------------------------------------------- | ------- | ----- | ---- | ----- | --- |
| Народная национальная партия                                                          | 464 064 | 52,96 | +3,7 | 42    | +14 |
| Лейбористская партия                                                                  | 405 920 | 46,32 | -3,7 | 21    | -11 |
| Народная Политическая партия Маркуса Гарви                                            | 420     | 0,05  |      | 0     | ±0  |
| Национальное демократическое движение                                                 | 263     | 0,03  |      | 0     | ±0  |
| Независимые                                                                           | 228     | 0,03  |      | 0     | ±0  |
| Движение ямайский альянс                                                              | 57      | 0,01  |      | 0     | ±0  |
| Недействительных/пустых бюллетеней                                                    | 4 819   | -     | -    | -     | -   |
| Всего                                                                                 | 876 310 | 100   |      | 63    | +3  |
| Зарегистрированных избирателей/Явка                                                   |         | 53,17 | -    | -     | -   |
| Источник: Избирательнай комиссия Архивная копия от 20 декабря 2016 на Wayback Machine |         |       |      |       |     |